# Знаменита места од изузетног значаја у Србији
Културна добра су ствари и творевине материјалне и духовне културе од општег интереса које уживају посебну заштиту утврђену овим законом. Културна добра, у зависности од физичких, уметничких, културних и историјских
својстава, јесу: споменици културе, просторне културно-историјске целине, археолошка налазишта и знаменита места - непокретна културна добра; уметничко-историјска дела, архивска грађа, филмска грађа и стара и ретка књига - покретна културна добра.
Културна добра, у зависности од свог значаја, разврставају се у категорије: заштићена културна добра, културна добра од великог значаја и културна добра од изузетног
значаја.

## Извор
- Републички завод за заштиту споменика културе Београд